# Copa Intercontinental de Malasia Sub-23 de 2008
La Copa Interncontinental de Malasia Sub-23 se realizó en Malasia entre el 15 y el 25 de mayo del año 2008.

## Participantes
Participaron en el torneo los equipos representativos de las 8 asociaciones nacionales afiliadas a la FIFA. La selección Sub-23 de Chile, reemplazó a la de Argentina, y posteriormente la selección Sub-23 de Togo, reemplazó a la de Ghana. Irak presentó un equipo sub-20, e Irlanda un equipo sub-21:

## Equipos participantes
| Equipos participantes | Equipos participantes | Equipos participantes | Equipos participantes |
| --------------------- | --------------------- | --------------------- | --------------------- |
| Australia             | Chile                 | Croacia               | Irak Sub-20           |
| Irlanda Sub-21        | Malasia               | Nigeria               | Togo                  |

## Resultados
- Los horarios corresponden a la hora de Malasia

### Primera fase
Los 8 equipos participantes en la primera fase se dividieron en dos grupos de cuatro equipos cada uno. Luego de una liguilla simple (a una sola rueda de partidos), el equipo que ocupó la posición primera de un grupo jugó contra el segundo del otro grupo y viceversa, elimnándose directamente.

#### Grupo A[3]
| Equipo  | Pts. | PJ | PG | PE | PP | GF | GC | Dif |
| ------- | ---- | -- | -- | -- | -- | -- | -- | --- |
| Nigeria | 7    | 3  | 2  | 1  | 0  | 5  | 2  | +3  |
| Irlanda | 4    | 3  | 1  | 1  | 1  | 4  | 4  | +0  |
| Malasia | 4    | 3  | 1  | 1  | 1  | 3  | 4  | -1  |
| Irak    | 1    | 3  | 0  | 1  | 2  | 0  | 2  | -2  |

|  | Local | vs. | Visita |  |  |

|  | Local | vs. | Visita |  |  |

|  | Local | vs. | Visita |  |  |

|  | Local | vs. | Visita |  |  |

|  | Local | vs. | Visita |  |  |

|  | Local | vs. | Visita |  |  |

#### Grupo B[4]
| Equipo    | Pts. | PJ | PG | PE | PP | GF | GC | Dif |
| --------- | ---- | -- | -- | -- | -- | -- | -- | --- |
| Australia | 9    | 3  | 3  | 0  | 0  | 9  | 1  | +8  |
| Chile     | 6    | 3  | 2  | 0  | 1  | 7  | 3  | +4  |
| Croacia   | 3    | 3  | 1  | 0  | 2  | 1  | 4  | -3  |
| Togo      | 0    | 3  | 0  | 0  | 3  | 1  | 9  | -8  |

| 16 de mayo de 2008, 18:30 | Chile                                                                 | 5:1 (3:0) | Togo                | Estadio Bolasepak Kuala Lumpur, [Cheras] |  |
|                           | Labrín ?' · Gazale ?' · Magalhaes ?' · Tidjani Sodeke ?' · Pizarro ?' | Reporte   | Lalawele Atakora ?' |                                          |  |

|  | Local | vs. | Visita |  |  |

|  | Local | vs. | Visita |  |  |

| 18 de mayo de 2008, 21:30 | Chile        | 1:2 (1:1) | Australia     | Estadio Bolasepak Kuala Lumpur, [Cheras] |  |
|                           | Cereceda 44' | Reporte   | ? 15' · ? 59' |                                          |  |

|  | Local | vs. | Visita |  |  |

| 20 de mayo de 2009, 20:45 | Chile        | 1:0 (0:0) | Croacia | Estadio Bolasepak Kuala Lumpur, [Cheras] |  |
|                           | González 70' | Reporte   |         |                                          |  |

## Fase Final
La fase final se jugó entre el 23 y el 25 de mayo de 2008.
|  | Semifinales                 | Semifinales |   |  | Final                       | Final |  |
|  |                             |             |   |  |                             |       |  |
|  |                             |             |   |  |                             |       |  |
|  | Malasia, 23 de mayo de 2008 |             |   |  |                             |       |  |
|  | Nigeria                     | 2           |   |  |                             |       |  |
|  | Chile                       | 1           |   |  |                             |       |  |
|  |                             |             |   |  |                             |       |  |
|  |                             |             |   |  | Malasia, 23 de mayo de 2008 |       |  |
|  |                             |             |   |  | Nigeria                     | 2     |  |
|  |                             | Australia   | 1 |  |                             |       |  |
|  |                             |             |   |  |                             |       |  |
|  |                             |             |   |  |                             |       |  |
|  |                             |             |   |  | Tercer lugar                |       |  |
|  | Malasia, 23 de mayo de 2008 |             |   |  |                             |       |  |
|  | Australia                   | 3           |   |  |                             |       |  |
|  | Irlanda                     | 1           |   |  |                             |       |  |

### Semifinales[5]
| 23 de mayo de 2008 | Chile      | 1:2 (0:0) | Nigeria       |  |  |
|                    | Llanos 29' | Reporte   | ? 20' · ? 85' |  |  |

|  | Local | vs. | Visita |  |  |

### Final[6]
|  | Local | vs. | Visita |  |  |

| Nigeria         |
| Campeón NIGERIA |